# Zygmunt Maszczyk
Zygmunt Paweł Maszczyk, ps. „Zyga” (ur. 3 maja 1945 w Siemianowicach Śląskich) – polski piłkarz grający na pozycji pomocnika lub napastnika. Reprezentant Polski, srebrny medalista z mistrzostw świata w 1974, złoty medalista olimpijski z 1972 i srebrny z 1976.

## Życiorys
Szkołę średnią ukończył w Siemianowicach Śląskich (metalurg). Już przed stanem wojennym w 1981 mieszkał i pracował (w fabryce mebli) w Lüdenscheid na terenie RFN porzucając czynne uprawianie sportu, przez 4 lata prowadził też miejscową drużynę. Jego żona Krystyna była piłkarką ręczną Azotów Chorzów i członkinią reprezentacji Polski.

## Kariera klubowa
Zygmunt Maszczyk był wychowankiem Siemianowiczanki, w której występował w latach 1955–1962. Do Ruchu Chorzów trafił w 1963, gdzie grał aż do 1976. Dzięki doskonałemu wyszkoleniu i swojej pracowitości szybko stał się najpopularniejszym piłkarzem „Niebieskich” w tamtym czasie. W 14 sezonach na pierwszoligowych boiskach bronił barw Ruchu w 310 meczach, strzelając 41 goli, znacznie przyczyniając się do zdobycia trzech mistrzostw Polski (1968, 1974, 1975), Pucharu Polski w 1974; z drużyną dotarł do ćwierćfinału Pucharu UEFA w 1974, a później ćwierćfinału Pucharu Europy Mistrzów Krajowych w 1975.

## Kariera reprezentacyjna
Do reprezentacji narodowej trafił w 1968, debiutując w meczu z Turcją, w sumie występując w 36 oficjalnych i 4 nieoficjalnych spotkaniach. Jedyne dwa gole dla biało-czerwonych strzelił 26 kwietnia 1972 w nieoficjalnym meczu z olimpijską reprezentacją Hiszpanii w Szczecinie, wygranym 2:0. Był jednym z ulubionych zawodników kadry Kazimierza Górskiego, występując w prawie każdym meczu pełne 90 minut. Grał bardzo ambitnie, wyraźnie biegając najwięcej ze wszystkich zawodników, czym zresztą imponował wszystkim.
Na mistrzostwach świata w 1974 był jedynym reprezentantem aktualnych, klubowych mistrzów Polski, w 7 meczach grał w sumie 592 minuty.
| lp. | Data                 | Miejsce             | Przeciwnik        | Rezultat | Rozgrywki       | Grał   | Uwagi |
| --- | -------------------- | ------------------- | ----------------- | -------- | --------------- | ------ | ----- |
| 1.  | 24 kwietnia 1968     | Chorzów             | Turcja            | 8-0      | towarzyski      | 90'    |       |
| 2.  | 1 maja 1968          | Warszawa            | Holandia          | 0-0      | towarzyski      | do 61' |       |
| 3.  | 10 października 1971 | Warszawa            | Niemcy            | 1-3      | elim. Euro 1972 | 90'    |       |
| 4.  | 7 maja 1972          | Warszawa            | Bułgaria          | 3-0      | elim. IO 1972   | do 69' |       |
| 5.  | 10 maja 1972         | Poznań              | Szwajcaria        | 0-0      | towarzyski      | od 60' |       |
| 6.  | 30 sierpnia 1972     | Ratyzbona           | Ghana             | 4-0      | IO 1972         | 90'    |       |
| 7.  | 3 września 1972      | Ratyzbona           | Dania             | 1-1      | IO 1972         | 90'    |       |
| 8.  | 5 września 1972      | Augsburg            | ZSRR              | 2-1      | IO 1972         | 90'    |       |
| 9.  | 8 września 1972      | Norymberga          | Maroko            | 5-0      | IO 1972         | od 65' |       |
| 10. | 10 września 1972     | Monachium           | Węgry             | 2-1      | IO 1972         | 90'    |       |
| 11. | 15 października 1972 | Bydgoszcz           | Czechosłowacja    | 3-0      | towarzyski      | 90'    |       |
| 12. | 20 marca 1973        | Łódź                | Stany Zjednoczone | 4-0      | towarzyski      | od 46' |       |
| 13. | 28 marca 1973        | Cardiff             | Walia             | 0-2      | elim. MŚ 1974   | 90'    |       |
| 14. | 17 kwietnia 1974     | Liège               | Belgia            | 1-1      | towarzyski      | 90'    |       |
| 15. | 15 czerwca 1974      | Stuttgart           | Argentyna         | 3-2      | MŚ 1974         | 90'    |       |
| 16. | 19 czerwca 1974      | Monachium           | Haiti             | 7-0      | MŚ 1974         | do 63' |       |
| 17. | 23 czerwca 1974      | Stuttgart           | Włochy            | 2-1      | MŚ 1974         | 90'    |       |
| 18. | 26 czerwca 1974      | Stuttgart           | Szwecja           | 1-0      | MŚ 1974         | 90'    |       |
| 19. | 30 czerwca 1974      | Frankfurt nad Menem | Jugosławia        | 2-1      | MŚ 1974         | 90'    |       |
| 20. | 3 lipca 1974         | Frankfurt nad Menem | Niemcy            | 0-1      | MŚ 1974         | do 79' |       |
| 21. | 6 lipca 1974         | Monachium           | Brazylia          | 1-0      | MŚ 1974         | 90'    |       |
| 22. | 1 września 1974      | Helsinki            | Finlandia         | 2-1      | elim. Euro 1976 | 90'    |       |
| 23. | 4 września 1974      | Warszawa            | NRD               | 1-3      | towarzyski      | 90'    |       |
| 24. | 7 września 1974      | Wrocław             | Francja           | 0-2      | towarzyski      | od 46' |       |
| 25. | 13 listopada 1974    | Praga               | Czechosłowacja    | 2-2      | towarzyski      | 90'    |       |
| 26. | 19 kwietnia 1975     | Rzym                | Włochy            | 0-0      | elim. Euro 1976 | 90'    |       |
| 27. | 28 maja 1975         | Halle               | NRD               | 2-1      | towarzyski      | do 55' | kpt.  |
| 28. | 6 lipca 1975         | Montreal            | Kanada            | 8-1      | towarzyski      | do 45' | kpt.  |
| 29. | 9 lipca 1975         | Toronto             | Kanada            | 4-1      | towarzyski      | do 45' |       |
| 30. | 10 września 1975     | Chorzów             | Holandia          | 4-1      | elim. Euro 1976 | 90'    |       |
| 31. | 8 października 1975  | Łódź                | Węgry             | 4-2      | towarzyski      | 90'    | kpt.  |
| 32. | 15 października 1975 | Amsterdam           | Holandia          | 0-3      | elim. Euro 1976 | 90'    | kpt.  |
| 33. | 18 lipca 1976        | Montreal            | Kuba              | 0-0      | IO 1976         | od 51' |       |
| 34. | 22 lipca 1976        | Montreal            | Iran              | 3-2      | IO 1976         | 90'    |       |
| 35. | 25 lipca 1976        | Montreal            | Korea Północna    | 3-2      | IO 1976         | do 70' |       |
| 36. | 31 lipca 1976        | Montreal            | NRD               | 1-3      | IO 1976         | 90'    |       |

## Odznaczenia
Krzyż Kawalerski Orderu Odrodzenia Polski (1974), Złoty oraz Srebrny Medal „Za Wybitne Osiągnięcia Sportowe”, przez organizacje sportowe został uznany Zasłużonym Mistrzem Sportu (1973). Złota Odznaka PZPN (wrzesień 1972). Złoty Krzyż Zasługi (1972).